# John L. Koprowski

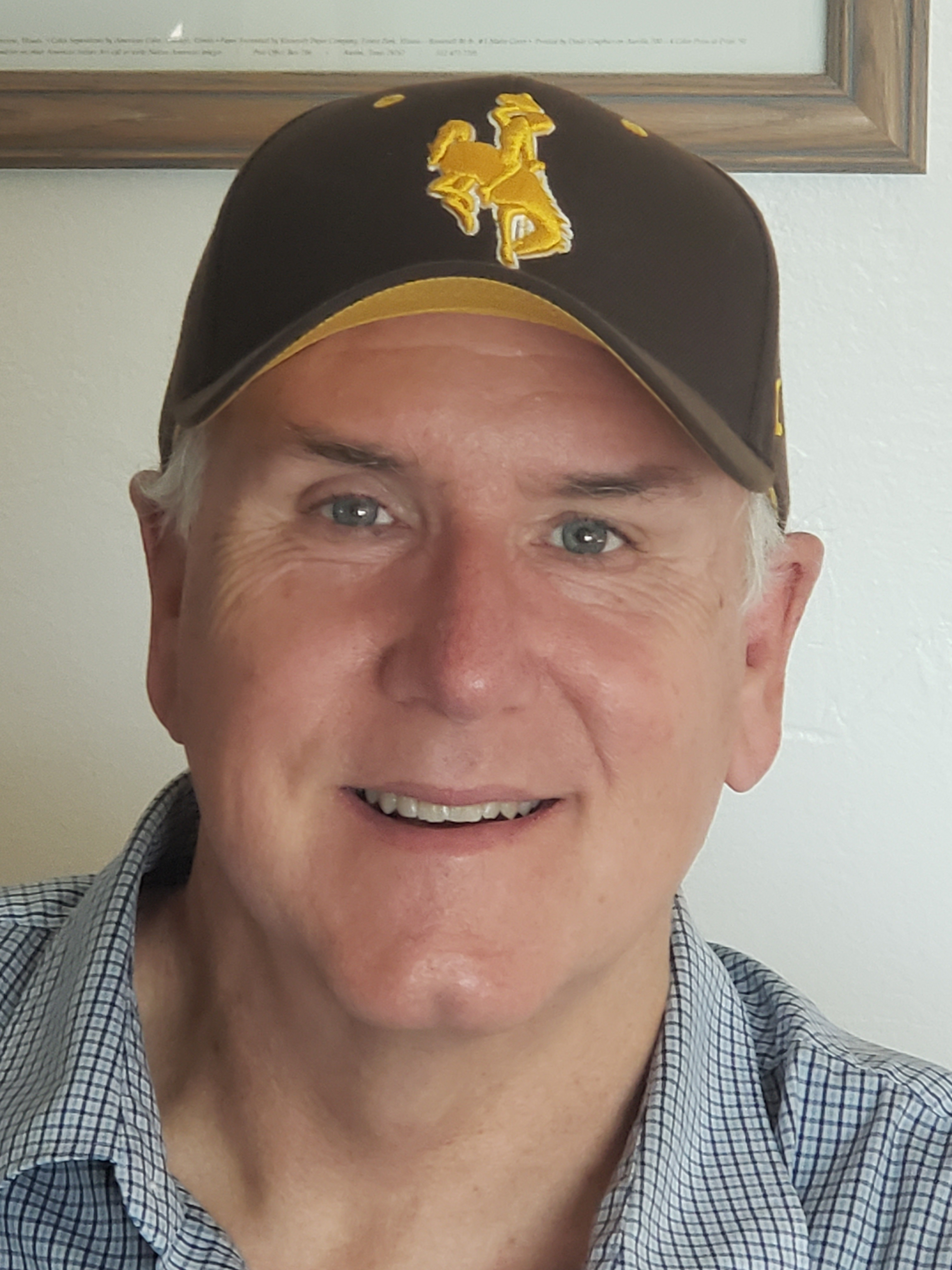
John L. Koprowski im Jahr 2020

John Lad Koprowski (* 29. September 1961 in Lakewood, Ohio) ist ein US-amerikanischer Säugetierforscher, Naturschutzbiologe und führender Experte für die Ökologie und den Schutz von Wildtieren, insbesondere Hörnchen.

## Leben
John Koprowski ist der älteste Sohn von Anthony und Judith Irene Koprowski, geborene Zajac. Er hat noch zwei Brüder, Jerome und Joseph Koprowski. Koprowski wuchs in den westlichen Vororten von Cleveland, Ohio, auf und verbrachte einige Zeit in Cleveland, Lakewood, Westlake und Rocky River, bevor sich die Familie in einem Haus in Lakewood niederließ, als er in der sechsten Klasse war. Seine Eltern waren leidenschaftliche Angler, wobei sein Interesse für die Natur durch die vielen Angelausflüge der Familie entfacht wurde. Koprowski entwickelte eine Faszination für Hörnchen (Sciuridae), da sie zu den wenigen Arten zählten, die in dem stark urbanisierten Vorort vorkamen. Diese taxonomische Familie bildete während seiner beruflichen Laufbahn einen Forschungsschwerpunkt.
Im Juni 1979 schloss Koprowski die Lakewood High School in Lakewood, Ohio, ab und erwarb im Juni 1983 seinen Bachelor of Science in Zoologie an der Ohio State University. Anschließend besuchte er die Southern Illinois University Carbondale, wo er im August 1985 mit der Dissertation Fox squirrel population trends and regulation in a southern Illinois woodlot, 1968–1984 unter der Leitung von Willard D. Klimstra seinen Master of Arts in Zoologie machte. Im September desselben Jahres heiratete er Nancy M. Cervenak. Aus dieser Ehe gingen ein Sohn und eine Tochter hervor.
Seinen Doktortitel erwarb Koprowski im Mai 1991 mit der Dissertation The evolution of sociality in tree squirrels: the comparative behavioral ecology of fox squirrels and eastern gray squirrels an der University of Kansas, wo er sein Biologiestudium bei Kenneth B. Armitage mit Auszeichnung abschloss.
Während seiner Zeit als Doktorand und Postdoktorand an der University of Kansas begann Koprowski seine Tätigkeit als Dozent und unterrichtete Abendkurse in einführender Biologie am Kansas City Kansas Community College (KCKCC) sowie Fortgeschrittenen-Lehrgänge in Wirbeltierbiologie und Evolution an der University of Missouri–Kansas City (UMKC). Diese Fachkompetenz als Lehrer und seine Forschungen zum Verhalten und zur Ökologie von Baumhörnchen führten dazu, dass Koprowski 1992 an die Fakultät für Biologie der Willamette University in Salem, Oregon, wechselte, wo er eine Festanstellung erhielt. Im Jahr 2000 verließ er Oregon, um der Fakultät des Wildtierprogramms an der University of Arizona beizutreten und als Direktor des Mt. Graham Biology Program tätig zu sein. Dieses Programm umfasste intensive Forschungen über die äußerst bedrohte Unterart Tamasciurus fremonti grahamensis des Südwestlichen Rothörnchens, die mit nur 300 Individuen am Mount Graham in Arizona vorkommt.
Ab August 2000 war Koprowski zunächst außerordentlicher Professor und von Juni 2006 bis 2020 ordentlicher Professor an der School of Natural Ressources (Fakultät für natürliche Ressourcen) sowie Mitglied der Fakultät des Institute of the Environment der University of Arizona. Von 2015 bis 2020 war er stellvertretender Direktor und schließlich Direktor der School of Natural Ressources. 2020 erhielt er den Titel eines emeritierten Professors. Im September 2020 trat er seine Stelle als Vorsitzender des Lehrstuhls für Exzellenz und Dekan der Haub School of Environment and Natural Resources an der University of Wyoming an, wo ihm die Leitung einer kollaborativen, transdisziplinären Einheit, die den Schwerpunkt auf datengestützte und kooperative Entscheidungsfindung, Politikentwicklung, Konfliktlösung und Nachhaltigkeit legt, sowie die angewandte Erhaltung und Bewirtschaftung natürlicher Ressourcen obliegt.
Die wissenschaftliche Arbeit von Koprowski basiert auf seinen frühen Erfahrungen im Bereich des Verhaltens und der Ökologie von Wildtieren in von Menschen beeinflussten Umgebungen. Dabei nutzte er oft gemeinschaftsbasierte Schutzmaßnahmen, um bessere Ergebnisse zu erzielen. Im Rahmen von Forschungsprojekten führte er zwei Studien über Hörnchen. Sowohl sein Masterabschluss als auch seine Doktorarbeit befassten sich mit der Populations-, Verhaltens- und Evolutionsökologie von Baumhörnchen. Ferner widmete er sich häufig der Erforschung von Eichhörnchen als Modellorganismen. Seine Arbeit konzentriert sich auf den Erhalt der biologischen Vielfalt, speziell bei Säugetieren, sowie auf die Untersuchung von Sozial- und Paarungssystemen und die Reaktion von Wildtierpopulationen auf Stressfaktoren in ihrer Umgebung, wie zum Beispiel nicht heimische Arten, menschliche Entwicklung, Krankheiten, Bränden sowie den Klimawandel.
Koprowski ist Mitglied der American Society of Mammalogists, wo er 2013 in den Vorstand und 2023 zum designierten Präsidenten (President elect) gewählt wurde. Zudem ist er Koordinator der IUCN/SSC North American Small Mammals Specialist Group (seit 2010) sowie Fellow der American Association for the Advancement of Science (seit 2018), der Linnean Society of London (seit 2019), der Wildlife Society (seit 2016) und des Explorers Club (seit 2023).
Koprowski schrieb mehrere Beiträge für die Schriftenreihe Mammalian Species und war 2012 Co-Autor des Werks Squirrels of the World von Richard W. Thorington. Ferner wirkte er an den Büchern North American Tree Squirrels (2001), The Last Refuge of the Mt. Graham Red Squirrel: Ecology of Endangerment (2004), Mammals of Korea (2018) und International Wildlife Management (2019) mit. 2016 war er neben Emily Goldstein, Kendell Bennett und Calebe Pereira Co-Autor des Kapitels über die Hörnchen (Sciuridae) im sechsten Band des Handbook of the Mammals of the World.